# مگس‌گیر آبی تپه‌ای
مگس‌گیر آبی تپه (نام علمی: Cyornis banyumas) نام یک گونه از سرده مگس‌گیرهای آبی است.